# Wojciech Domżalski
Wojciech Domżalski (ur. 29 grudnia 1918 w Warszawie, zm. 15 grudnia 1997 w Watford) – geofizyk, inżynier górnik, specjalista geofizyki i geologii złóż ropy naftowej i gazu ziemnego, rzeczoznawca i konsultant w zakresie poszukiwań geologiczno-górniczych.

## Życiorys
Urodził się w rodzinie warszawskiego lekarza. Uczęszczał do Gimnazjum im. Jana Zamoyskiego w Warszawie, a w 1936 ukończył Gimnazjum im. Mikołaja Kopernika w Łodzi. W latach 1936–1937, jako elew Szkoły Morskiej, opłynął na Darze Pomorza świat dookoła. W 1937 rozpoczął studia na Wydziale Górniczym Akademii Górniczej w Krakowie, gdzie zaliczył dwa lata studiów.
Wybuch wojny zastał go na praktyce we Francji. Powrócił do kraju, ale parę tygodni później, w grudniu 1939, przedostał się z powrotem do Francji przez Karpaty i Budapeszt. We Francji wstąpił do Armii Polskiej. Upadek Francji przerwał jego szkolenie na podchorążówce saperów. Po przybyciu do Wielkiej Brytanii przeszedł do Polskiej Marynarki Wojennej. Służył na kontrtorpedowcach (ORP Kujawiak, ORP Ślązak), a po ukończeniu podchorążówki rezerwy – na okręcie podwodnym Dzik jako oficer nawigacyjny. Za służbę na morzu w warunkach bojowych został trzykrotnie odznaczony Medalem Morskim.
W 1946 podjął studia w Imperial College, Royal School of Mines. Po uzyskaniu dyplomu B.Sc. w 1948 kształcił się dalej na podyplomowym kursie z geofizyki uzyskując w 1949 DIC (Diploma of Imperial College). W 1956 uzyskał Ph.D. z zakresu geofizyki stosowanej.
W latach 1949–1960 pracował w przedsiębiorstwach naftowych i w geofizycznych firmach kontraktorskich: Iraq Petroleum Co., Sinclair Oil i British Petroleum. W 1955 objął stanowisko naczelnego geofizyka w Hunting Geophysics. W 1960 rozpoczął pracę jako niezależny konsultant rządów różnych państw, ONZ i przedsiębiorstw, m.in. Petrobalticu, gdzie był głównym doradcą. Wykonał kilkaset ekspertyz dla blisko 30 firm, głównie naftowych, oraz dla organizacji rządowych.
Przez wiele lat był też „wizytującym” profesorem w Royal School of Mines oraz na uniwersytetach w Leicester, Birmingham i Londynie (Wlk. Brytania), w Western Ontario (Kanada) i w Madras (Indie). Opublikował około 30 prac na temat metod i technik prac geofizycznych.
W uznaniu działalności dla Polski został w 1996 uhonorowany tytułem Generalnego Dyrektora Górniczego. Był członkiem wielu zawodowych organizacji europejskich, brytyjskich i amerykańskich.